# Província Mantiqueira

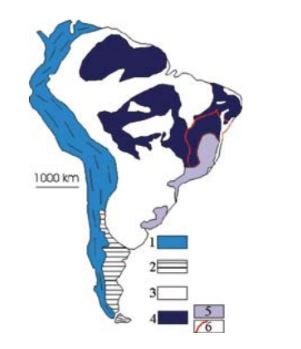
Mapa tectônico da América do Sul: 1- Sistema orogênico andino. 2- Terreno Patagônia. 3- Cobertura fanerozóica da Plataforma Sul-Americana. 4- Escudos da Plataforma SulAmericana, destacando a Província Mantiqueira (5) e o Cráton do São Francisco (6)..

A Província Mantiqueira, ou Sistema Orogênico Mantiqueira, corresponde a uma entidade geotectônica brasileira localizada a leste do Cráton São Francisco, representando uma longa faixa com 600 quilômetros de largura na parte norte e 200 quilômetros na parte sul além dos seus surpreendentes 3.000 quilômetros de extensão, indo do Rio Grande do Sul até o sul da Bahia, com uma continuação no Uruguai. 
A Província guarda um importante e longo registro acerca da evolução geológica neoproterozoica no terreno brasileiro (900-520 Milhões de anos) . O sistema Mantiqueira foi compartimentado em três setores correspondentes a três cinturões orogenéticos principais. (Figura 1). 

## Estratigrafia e Compartimentação
O Sistema Mantiqueira é composto em sua maioria por rochas pré-silurianas (<450M.a) que estão expostas em quase sua totalidade areal. Unidades mais recentes como diques básicos e corpos alcalinos cretácicos, em sua grande maioria, possuem pequena representatividade espacial, apesar de serem importantes para a compreensão do sistema. Os compartimentos são complexos, assim como sua geologia e histórica tectônica. 
A Província Mantiqueira foi compartimentada em três setores por Almeida e Hassui , sendo eles o setentrional, central e meridional. Com avanços nos conhecimentos geológicos esses compartimentos ficaram então associados a três orógenos: Araçuai, Ribeira e Tijucas, respectivamente. (Figura 2) .
Numerosos domínios dentro de cada cinturão orogênico foram definidos (Figura 2) baseados em suas idades geocronológicas e associações litoestratigráficas.

## Evolução do Sistema Mantiqueira
As paleoplacas mais importantes envolvidas na evolução tectônica da Província Mantiqueira são: São Francisco-Congo, Paranapanema, Rio de la Plata e Kalahari. No Arqueano e Paleoproterozoico houve geração de rochas granitoides, representando retrabalhamento de crosta arqueana, e acreção juvenil em ambientes de arcos de ilhas. Já o Neoproterozoico foi marcado pela Tafrogênese Toniana, resultando em bacias do tipo rifte em cerca de 930-880 ma, as quais evoluíram para bacias de margem passiva. Isso é representado por extenso vulcanismo félsico-máfico continental na Faixa Congo Ocidental, por intrusões anorogênicas no Orógeno Araçuaí e por diques máficos no Supergrupo Espinhaço . 
A etapa seguinte foi em cerca de 840-800 Ma, correspondente a uma abertura oceânica evidenciada pela Formação Ribeirão da Folha, no Orógeno Araçuaí, pela Megassequência Andrelândia e unidades supracrustais do Terreno Oriental. O contexto no início do Neoproterozoico, portanto, condiz com oceanos ao longo das margens ocidentais e sul do Cráton do São Francisco, do Cráton Paranapanema e do Cráton Rio de La Plata.  O Orógeno Araçuaí representa por sua vez um orógeno confinado, que sucedeu uma bacia marinha interior. Em cerca de 800 Ma, a Bacia Araçuaí-Congo Ocidental configurava um amplo golfo, que desembocaria em um oceano representado atualmente pelo Orógeno Ribeira entre outros . 
Continuadamente, o intervalo entre 790 e 585 Ma é demarcado pela geração de arcos magmáticos, como nos orógeno São Gabriel, Ribeira, Araçuaí e Dom Feliciano. Já bacias pré a sin-colisionais desse período são representadas por unidades dos grupos São Roque e Açungui no Terreno Apiaí-Guaxupé, por exemplo. Em relação à formação dos orógenos da província, que foi diacrônica, tem-se: o episódio colisional de cerca de 700 Ma representando a colagem com o Cráton Rio de la Plata (registrado pelo Orógeno são Gabriel); tectonismo na extremidade sul do Orógeno Brasília entre 630 e 600 Ma, resultante da colisão dos paleocontinentes Paraná e São Francisco-Congo e do Orógeno Dom Feliciano pela colisão dos paleocontinentes Rio de la Plata e Kalahari; evento tectono-metamórfico nos orógenos Ribeira e Araçuaí entre 605-550 Ma, resultando na colisão do Terreno Oriental-Serra do Mar com a borda sudeste da região paleoncontinental do São Francisco; evento colisional em cerca de 520 Ma no Terreno Cabo Frio do Orógeno Ribeira, resultante do fechamento tardio de bacia retro-arco na amalgamação do Gondwana Ocidental. Associado aos episódios colisionais houve a sedimentação de bacias tardi-tectônicas representadas pelas unidades Eleutério, Pouso Alegre, Castro, Camarinha, Camaquã e Formação Salinas. Por fim, há registros da transição para um regime extensional, resultante do colapso dos orógenos do Sistema Mantiqueira, cujas pistas se identificam nos orógenos Araçuaí e Ribeira .

## Geomorfologia
Quanto à sua geomorfologia a província apresenta-se como um compartimento caracterizado por “Domínio de Planalto em Cinturões Orogênicos, Planaltos e Serras do Atlântico Leste e Sudeste”, como afirma Ross (1985). Sua geomorfologia foi estruturada pelo embasamento pré-siluriano e através de falhas normais decorrentes de sistemas de rifts.
Ross(1985) [9] descreve a morfologia dos Planaltos em Cinturões Orogênicos como ocorrendo em faixas de orogenia antiga e correspondentes a relevos residuais sustentados por litologias diversas, geralmente associados a metamorfismo e intrusões. Devido às  características estruturais encontram-se serras, anticlinais e sinclinais erodidos durante o pré-Cretáceo e Terciário-Quaternário. O modelo dominante no Planalto Atlântico é caracterizado por formas convexas, elevada densidade de canais de drenagem e vales profundos, tipificando o domínio dos mares de morros conforme Ab’Saber(1967) [7].
Podem ser destacadas como exemplos significativos da geomorfologia e dos processos que moldaram o relevo da Província Mantiqueira: a Serra do Mar,  a Serra da Mantiqueira e a Serra do Espinhaço.
A Serra do Mar se estende por aproximadamente 1.500 quilômetros ao longo do litoral brasileiro, do estado do Rio de Janeiro até o norte de Santa Catarina, alcançando altitudes de até 2300 m. A serra da Mantiqueira se estende por São Paulo, Minas Gerais e Rio de Janeiro e alcança altitudes máximas de 2798 m. A origem de ambas serras teria ocorrido em duas etapas.
A primeira etapa do desenvolvimento é iniciada durante o Cretáceo Inferior, representa o soerguimento regional datado de 1240-120Ma. Este soerguimento progride para uma junção tríplice, na qual dois dos braços evoluíram para riftes, formando margens passivas e culminando na separação da América do Sul e África. O terceiro braço do rift é abortado formando o Arco de Ponta Grossa. O rifteamento seguiu direções ENE e NNE, evoluindo através de falhas normais e lístricas . 
Após um período de estabilidade tectônica, uma segunda etapa é desenvolvida no Paleógeno, com soerguimento em dois pulsos 85-65 Ma e 35Ma, essa etapa afeta a região costeira do Paraná ao Espírito Santo e sul de Minas Gerais. O relevo das serras posteriormente é moldado por processos superficiais e por tectonismo transcorrente intraplaca.
A Serra do Espinhaço possui orientação geral NS a NNW, que se estende por mais de 1.000 km, entre a região central de Minas Gerais a fronteira dos Estados da Bahia e Piauí. Com largura variável entre 5 e 75 km e elevações médias compreendidas entre 800 e 1.300 m, é subdividida em dois segmentos com base em aspectos morfoestruturais, o meridional e o setentrional. É a expressão morfológica de parte da faixa de dobramentos Araçuaí, que contorna o Cráton do São Francisco pelo leste. 

## Compartimentação da Província Mantiqueira

### Cinturão Araçuaí - Setor Setentrional
Ocupando quase que a metade de toda a extensão da Província Mantiqueira, o Cinturão, ou Orógeno Araçuaí representa o compartimento norte da mesma. Com unidades paleoarqueanas a neoproterozoicas o Orógeno Araçuaí guarda importantes informações geotectônicas sobre a evolução de uma importante parte da plataforma Sul Americana. 
O cinturão se estende desde o sul da Bahia onde faz limite com o Cráton São Francisco, até a divida entre os estados de São Paulo, Minas Gerais e Rio de Janeiro, onde inicia-se o domínio do Cinturão Ribeira. 

#### Constituição
O cinturão Araçuaí é composto por unidades de diferentes idades com uma história geológica de mais de 3 Bilhões de anos. Orógeno Araçuaí teve seus limites definido  por Almeida, 1977  e desde então, seus limites com a faixa Ribeira têm sido discutidos. Almeida deu o nome Araçuaí à faixa de dobramentos edificada paralelamente à margem sudeste do Cráton do São Francisco, durante a Orogênese Brasiliana. 
A geologia dessa porção da Província é bastante complexa e diversa. Iniciando no Arqueano com associações de gnaisses do tipo TTG (TTG - Tonalito, Trondjhemito, Granodiorito) como os Complexos Gavião, Santa Bárbara, Gouveia, Guanhães e Juiz de Fora. Diversos núcleos de unidades metavulcanossedimentares e terrenos greenstone belt se desenvolveram nessa época, como o Greesntone Belt Rio das Velhas. Além disso, diversas sequências supracrustais de destaque na geologia do Brasil compõem as unidades pertencentes a esse seguimento, como o Supergrupo Minas, com seus gigantescos depósitos de ferro. Diversas outras unidades metassedimentares pós orogenia no Riaciano como o Supergrupo Espinhaço, Grupo Macaúbas, Complexos Paraíba do Sul e Búzios são exemplos entre diversos outros. Unidades de granitóides cambrianos e pós-tectônicos também fazem parte da rica geologia do Orógeno Araçuaí. As principais unidades podem ser vistas na figura 3. 

#### Estruturação tectônica
De modo geral, as unidades pertencentes ao orógeno guardam informações estruturais e metamórficas da Orogenia Brasiliana, que obliterou grande parte das estruturas que haviam sido desenvolvidas durante a história Arqueana e Paleo/Mesoproterozoica. Uma pequena porção, entretanto, localizada na região do Quadrilátero Ferrífero guarda parte dessa estruturação mais antiga com direções predominantemente nordestes-sudoeste, vergentes para noroeste.
As direções principais no Orógeno são norte e sul em grande parte da região entre o limite baiano até a região de Belo Horizonte, onde as falhas e outras estruturas inflectem para a direção nordeste-sudestes Esse encurvamento, como pode ser visto na Figura 4, está relacionado com a rotação das estruturas graças ao sistema transcorrente dextral, Sistema Paraíba do Sul já pertencente ao Cinturão Ribeira, parte Central da Província Mantiqueira. 

#### Evolução
O difícil trabalho de se obter uma evolução geológica/tectônica para o Orógeno está ligada a obliteração das estruturas pré-brasilianas, contudo reconhece-se que o Ciclo Transamazônico, ou Orogenia Riaciana afetou as unidades mais antigas da área, tendo ocorrido no Paleoproterozóico. Após essa orogenia um estágio rifte se instaurou e foi responsável pela geração de bacias sedimentares importantes para deposição de unidades Mesoproterozoicas como Supergrupo Espinhaço e Grupo São João Del Rei. Durante o Neoproterozoico, fica marcante uma fase inicialmente distensiva resultado da fragmentação final de Rodínia, com unidades intrusivas com a Suíte Pedro Lessa, além de espessos pacotes vulcanossedimentares como Grupo Macaúbas. Todas as unidades foram envolvidas na Orogenia Brasiliana que atuou nesses rochas entre 600 e 480 Ma, impondo metamorfismo e deformação as unidades. Essa orogenia seria então responsável pela amalgamação do Supercontinente Gondwana. 

### Cinturão Ribeira - Setor Central
O Cinturão Ribeira representa, juntamente com Cinturão Araçuaí, o domínio tectônico que compõe a estruturação geológica da margem sudeste brasileira. O Cinturão Ribeira ou Orógeno Ribeira estende-se desde seu limite com o Orógeno Araçuaí, a norte, na divisa entre os estados de Minas Gerais, Rio de Janeiro e São Paulo e passa por estados como Paraná, onde está coberto pela Bacia hômonima, e Santa Catarina (Figura 5). 

#### Constituição
O Cinturão Ribeira é constituído por rochas arqueanas a neoproterozoicas amplamente deformadas e metamorfizada em pelo menos dois eventos tectônico/termais. As unidades mais antigas são compastas por gnaisses unidades meta-ultramáficas como encontrados nos Complexos Serra Negra e Santa Catarina. No Mesoproterozoico encontram-se além de outros complexos gnaissícos, unidades metavulcanossedimentares como o Complexo Apiaí. É de consenso que as unidades mais antigas participaram do evento deformacional no Paleoproterozoico (Transamazônico) que durante sua atuação desenvolveram-se vários dos complexos gnáissicos que compõem o cinturão, principalmente nos domínios Curitiba, Embu e Costeiro. No Neoproterozoico há grandes evidências de sedimentação do tipo molássica que preenche bacias tardi a pos tectõnicas. Além disso há expressivas intrusões de granitoides e de unidades máficas e ultramáficas. 
As unidades foram novamente afetadas durante o ciclo brasiliano onde grande parte da deformação foi acomodada em grandes sistemas transcorrentes que caracterizam o cinturão. 

#### Estruturação tectônica
A estruturação mais marcante nesse domínio da Província Mantiqueira são as grandes zonas de cisalhamento transcorrentes que resultaram na formação de diversas estruturas muito comum dentro da Faixa Ribeira. A orogenia brasiliana é então expressa nessa região como um gradiente metamórfico distinto indo do anfibolito baixo até zonas granulíticas com fusões parciais associadas, além de um conjunto de rochas falhadas, cisalhadas, formando leques, sigmóides, estruturas em flor além de foliações bem marcadas que inflectem a todo momento devido a deformação tangencial. 
As zonas transcorrentes são fascinantes e instigam os pesquisadores devido ao seu alto grau de complexidade. estima-se que o deslocamento associado a essas zonas possa chegar a até uma centena de quilômetros. 

#### Evolução
A história geológica desta importante faixa da plataforma sul-americana inicia-se no Neoarqueano evidenciado por diversos complexos gnáissicos, associações máfica-ultramáficas além de rochas de alto grau metamórfico.
Entende-se que a região sofreu com o ciclo Transamazônico no paleoproterozoico, passando por processos distensivos e compressivos gerando diversas granitogênese e supracrustais vulcanossedimentares. Após o Transamazônico, a região encontrava-se num regime intraplaca, sujeitando-se então a esforços distensivos ainda no Paleoproterozoico e no Mesoproterozoico que estão evidenciadas por granitogênese e pacote vulcanossedimentares que não encontram-se deformados pelo ciclo Transamazônico. 
No Neoproterozoico, por sua vez, inicia-se o ciclo de Wilson associado ao ciclo brasiliano, tendo sua primeira parte ocorrido com uma abertura e distensão resultante da fragmentação do supercontinente Rodinia, dando início a fase de deriva com margens passivas associadas até o fechamento dessas bacias durante a colisão do paleocontinente São Francisco com o paleocontinente Oeste Congo. Toda região foi afetada já no Fanerozóico com intrusões de diques básicos resultante da abertura do oceano Atlântico.]

### Segmento Meridional (Cinturão Tijucas)
Esse segmento é encontrado em dois núcleos no estado de Santa Catariana e Rio Grande do Sul possuindo uma extensão no Uruguai. Grande parte do segmento está coberto pelas rochas Fanerozoicas da Bacia do Paraná, o que torna o entendimento e reconconstituição mais complexos (Figura 6).

#### Constituição
O segmento aqui tratado com Cinturão Tijucas, como foi abordado por Hassuy  possui  duas faixas orogênicas distintas, designadas Faixas São Gabriel e Dom Feliciano, a oeste e a leste respectivamente. 
Como parte desse segmento está recoberto, existem dois domínios que são tratados separadamente. A norte no estado de Santa Catarina, predominantemente, ocorrem os  domínios Brusques e Santa Catarina e a sul, no estado do Rio Grande do Sul com a extensão para Uruguai, ocorrem os domínios Dom Feliciano, São Gabriel, Pelotas e Taquarembó. 
As unidades mais antigas correspondem a complexos gnáissicos do tipo TTG, além de associações como Bif’s, mármores, quartzitos todos de idade Arqueana, como os Complexos La China, Santa Maria e Valentines. 
No Paleoproterozoico ocorrem ainda unidades correspondentes a complexos gnáissicos como os de Arroio dos Ratos e Várzea do Capivarita, além disso, comumente encontra-se unidades graníticas e metavulcanossedimentares dessa idade.
No Mesoproterozoico ocorrem unidades granitoides pós Transamazônicas, bem como unidades máficas e gnáissicas. 
No Neoproterozoico ocorrem uma diversidade maior de rochas como unidades vulcanoplutônicas, granitoides do tipo S, pacotes vulcanossedimentares além de complexos graníticos e gnaíssicos. 
No Ordoviciano ocorre ainda uma unidade vulcanossedimentar correspondente ao Grupo Guaritas. 

#### Estruturação tectônica
Como nas demais faixas a estrutura principal e a foliação que possui  orientação distintas em cada domínio e podem aparecer em diversas direções nos corpos antigos pré Transamazônicos. 
Zonas de cisalhamento são comuns nesse segmento gerando duplicação de camadas e de nappes o que torna complicada a reconstrução da estratigrafia. 

#### Evolução
O Arqueano, diferentemente das Faixas mais a norte, está timidamente representado pelos complexos Santa Maria Chico e La China, este último no Uruguai. 
A área foi afetada no Transamzônico formando-se vários núcleos tanto nos domínios localizados no estado de Santa Catarina, quanto nos do Rio Grande do Sul. Após tal orogênese ambos os domínios experimentaram um regime extensional intraplaca que está evidenciado por diversas ocorrências de magmatismo. 
o Ciclo Brasiliano desenvolveu-se diacronicamente nesse segmento da Província Mantiqueira, inicialmente com a Faixa São Gabriel e posteriormente com a Faixa Dom Feliciano, envolvendo em ambas processos de metamorfismo de baixo a alto grau, migmatização associada, seguida de tectônica transcorrente, além de intrusões sin a pós tectônicas. Todos esses processos são relacionados à interação entre os crátons Rio de la Plata, Congolês e do Kalahari, envolvendo ainda núcleos transamazônicos distintos. 

## Recursos minerais
a) Bauxita: Da região que se estende de São João Nepomuceno até Cataguazes (MG), encontra-se uma extensa faixa aluminosa, com uma reserva superior a 100 Mt5 [5]. Os depósitos estão entre as cotas de 700 e 900 m da região, no topo das serras, enquanto que as porções mais deprimidas possuem um saprólito argiloso das rochas pertencentes ao Complexo Juiz de Fora: anfibolitos e gnaisses. A proximidade de grandes centros urbanos aumenta o interesse econômico desse depósito: localiza-se próximo de Belo Horizonte, São Paulo e Rio de Janeiro.
Esse minério é encontrado ainda, “nos anfibolitos da sequência vulcano-sedimentar de Itaberaba, em Nazaré Paulista; nos metadiabásios em Curucutu; e nas rochas granulíticas em Mogi das Cruzes.[5]
b) Ouro: No estado de Minas Gerais, o ouro pode ser encontrado na forma de placeres, como nas minas de Descoberto e Zagaia, associado a talco-carbonato xistos e metachert ferríferos, com presença de turmalina. Pode ser encontrado também em sequências vulcano-sedimentares, como no Distrito de Porteirinha. O ouro também é encontrado associado a veios de quartzo sulfetados na Formação Tiradentes, nas proximidades da cidade homônima, e em São Gonçalo do Sapucaí, nas rochas do Grupo Andrelândia.
Na Faixa Ribeira, existem depósitos de ouro na Serra de Itaberaba, nas formações Morro da Pedra Preta e Nhanguçu, associado a metapelitos e vulcânicas, BIFs e rochas calcissilicáticas.
c) Diamante: A região de Diamantina (MG), como o nome sugere, é conhecida pelos diamantes. Os paleoplacers de diamantes foram intensamente explorados no século XIX. As rochas contêineres dessa commodity são os conglomerados da Formação Sopa-Brumadinho e do Membro Campo Sampaio.
d) Cobre, Chumbo e Zinco: Na Faixa Dom Feliciano, existem depósitos associados à uma bacia do tipo molássica, com vulcanismo ácido a intermediário na base. Os teores giram em torno de 1% de Cobre, 1.4% de Pb e 1% de Zn, com ouro e prata associados.
e) Cromo: No Morro do Cruzeiro, em Serro (MG) existe um depósito de cromita, presente em um cromitito maciço, com teor de 40% de óxido de cromo.
f) Ferro: Os depósitos de ferro, do tipo Lago Superior, no Quadrilátero Ferrífero, vão do norte da cidade de Serro até Itabira (MG), com reservas estimadas em até 26Mt a 42~45% de Fe, com ouro associado. O principal mineral ferruginoso que compõe os itabiritos é a hematita, mas também apresenta magnetita em menor proporção. Nos municípios de Porteirinha, Rio Pardo de Minas, Riacho dos Machados e Grão-Mogol também possuem depósitos consideráveis de ferro. Estudados pela Companhia Vale do Rio Doce, foram medidas reservas com 650Mt a 40~60% de Fe.
g) Pegmatitos: Na Faixa Araçuaí, são encontrados pegmatitos de feldspato, berilo, muscovita, quartzo, espodumênio, lepidolita, turmalina, cassiterita, topázio, entre outros.

Ainda existem outros depósitos como fluorita, scheelita, wolframita, grafita, fosfato, entre outros.